# Ludwig Friedrich Kaiser

Einzug Napoleons in Basel, 1797, colorierte Umrissradierung von Christian von Mechel und Ludwig Friedrich Kaiser

Ludwig Friedrich Kaiser (* 28. Februar 1779 in Ulm; † 3. Februar 1819 in Wien) war ein deutscher Maler, Kupferstecher und Zeichner.

## Leben
Zunächst machte Kaiser seine Lehre 1794–98 bei Christian von Mechel in Basel. Im Jahre 1799 kam er an Friedrich Justin Bertuchs Landes-Industrie-Comptoire nach Weimar. Kaiser war ab 1806 Schüler an der École beaux-Arts in Paris und nahm auch erfolgreich an Kunstwettbewerben teil. Er gewann auch Medaillen. Seine Stiche von antiken Köpfen wurden zu den gelungensten seiner Zeit überhaupt gerechnet. In Weimar wurde nach Goethes Angaben eine Triumphpforte errichtet. Die Form des wirklich sehr geschmackvoll dekorierten Ehrenbogens, die nach Göthe's Angabe der Baumeister Schlüter errichtet hatte, werden Sie sich am besten denken können, wenn Sie sich den Bogen Constantin’s in Rom denken. Es handelt sich um eine Triumphpforte am Erfurter Tor. Diese existiert aber längst nicht mehr. Die von Ludwig Friedrich Kaiser gezeichnete und von Johann Christian Ernst Müller gestochene Triumphpforte von 1804 hat sich indes erhalten. Kaiser war Hofkupferstecher in Wien. Im Jahre 1811 begann er mit Christoph Heinrich Kniep ein Tafelwerk für Kunstliebhaber herauszugeben. Es wurden nur 15 Lieferungen zu seinen Lebzeiten fertig. Es  erschien erst 1823 in Neapel.
In Wien hat sich eine Porträtzeichnung Kaisers aus dem Jahr 1817 erhalten, die Johann Adam Klein schuf.

## Werke (Auswahl)
- Einzug Napoleons in Basel, 1797
- Feyerliche Pflanzung des Freiheits Baums auf dem Münster Platz zu Basel, Umrissradierung, 1798
- Kupferstich der Victoria von Fossombrone, 1803
- Triumphpforte Weimar, 1804